# Омід
Омід (перс. امید; у перекладі «Надія») — другий дослідний і телекомунікаційний супутник Ірану, перший запущений самостійно.
Успішно [виведений на навколоземну орбіту ввечері 2 лютого 2009 року (до 30-річчя Ісламської революції) ракетою-носієм Сафір-2. Розпорядження про запуск віддав особисто президент Махмуд Ахмадінежад.

## Характеристика
Супутник був створений в лютому 2008 року; всі частини і деталі супутника були спроектовані і виготовлені фахівцями аерокосмічної промисловості Ісламської Республіки Іран. Супутник обмінюється інформацією із Землею по двох частотних лініях: частота каналу зв'язку із Землею 464,98750 МГц і 465,01250 МГц (частота керуючих сигналів з наземної станції на супутник 401 МГц) за допомогою 8 антен. Маса супутника становить 27,27 кг, габарити 40 × 40 × 40 см.
Супутник здійснює 15 обертів навколо Землі протягом 24 годин, кожен раз двічі передаючи сигнал на станції наземного спостереження в Ірані. Серед призначень супутника - збір інформації про довкілля. 

## Початкові орбітальні дані супутника
- Перигей - 242,6 км
- Апогей - 382,1 км
- Період обертання навколо Землі - 90,72 хвилин
- Кут нахилу площини орбіти до площини екватора Землі - 55,51 °